# Gare de Saint-Germain-sur-Ille
Gare de Saint-Germain-sur-Ille vasútállomás Franciaországban, Saint-Germain-sur-Ille településen.

## Vasútvonalak
Az állomást az alábbi vasútvonalak érintik:
- Rennes–Saint-Malo-vasútvonal

## Kapcsolódó állomások
A vasútállomáshoz az alábbi állomások vannak a legközelebb:
- Gare de Saint-Médard-sur-Ille (Gare de Saint-Malo, Rennes–Saint-Malo-vasútvonal)
- Gare de Chevaigné (Gare de Rennes, Rennes–Saint-Malo-vasútvonal)